# Siphlonurus flavidus
Siphlonurus flavidus is een haft uit de familie Siphlonuridae. De wetenschappelijke naam van de soort is voor het eerst geldig gepubliceerd in 1865 door Pictet.
De soort komt voor in het Palearctisch gebied.